# Buşayrā
Buşayrā (arabiska: بصيرا) är en departementshuvudort i Jordanien.   Den ligger i guvernementet Tafilah, i den centrala delen av landet, 140 km söder om huvudstaden Amman. Buşayrā ligger 1 136 meter över havet och antalet invånare är 7 154.
Terrängen runt Buşayrā är lite bergig. Runt Buşayrā är det ganska glesbefolkat, med 35 invånare per kvadratkilometer. Närmaste större samhälle är Aţ Ţafīlah, 11,7 km norr om Buşayrā. Trakten runt Buşayrā är ofruktbar med lite eller ingen växtlighet.